# BP-2126
La BP-2126, o Carretera de Guardiola de Font-rubí a Font-rubí, és una carretera convencional de calçada única actualment gestionada pels Serveis Territorials de Carreteres de Barcelona (Generalitat de Catalunya). Discorre pels termes municipals de Torrelles de Foix, Font-rubí, tots ells a la comarca de l'Alt Penedès.
Arrenca de la carretera BP-2121 al nord de l'antic poble, ara abandonat, de l'Albereda i del Puig de l'Albereda, des d'on arrenca cap al nord per després anar-se decantant cap al nord-est i est, sempre amb molts revolts. En 2 quilòmetres arriba al poble de Font-rubí, des d'on continua cap a llevant, i en 3 quilòmetres més arriba al poble de L'Avellà. Sempre cap a llevant, però fent nombroses giragonses, en 2 quilòmetres més arriba a Montjuïc i Can Castellví, on la carretera gira cap al sud. Així, en 4,5 quilòmetres més entra en la població de Guardiola de Font-rubí, on enllaça amb les carreteres BV-2151, que mena a Sant Martí Sarroca, i BV-2127, a través de la qual s'arriba a Vilafranca del Penedès. La BP-2126 surt de Guardiola de Font-rubí cap al nord-est, passa ran de Santa Maria de Bellver en 2,5 quilòmetres més, i arriba al sud del poble de Sabanell en poc més de 3 quilòmetres més. En aquest lloc s'aboca en la carretera C-15.